# Japonsko na Letních olympijských hrách 1960
Japonsko se účastnilo Letní olympiády 1960 v italském Římě. Zastupovalo ho 162 sportovců (142 mužů a 20 žen) v 17 sportech.

## Medailisté
| Medaile | Jméno                                                                             | Sport                | Soutěž                                |
| ------- | --------------------------------------------------------------------------------- | -------------------- | ------------------------------------- |
| Zlato   | Takaši Ono                                                                        | Sportovní gymnastika | Muži hrazda                           |
| Zlato   | Takaši Ono                                                                        | Sportovní gymnastika | Muži skok                             |
| Zlato   | Takaši Ono Šúdži Curumi Masao Takemoto Jukio Endó Nobujuki Aihara Takaši Micukuri | Sportovní gymnastika | Družstvo mužů                         |
| Zlato   | Nobujuki Aihara                                                                   | Sportovní gymnastika | Muži prostná                          |
| Stříbro | Takaši Ono                                                                        | Sportovní gymnastika | Muži víceboj – jednotlivci            |
| Stříbro | Masao Takemoto                                                                    | Sportovní gymnastika | Muži přeskok                          |
| Stříbro | Cujoši Jamanaka                                                                   | Plavání              | Muži 400 m volný způsob               |
| Stříbro | Jošihiko Ósaki                                                                    | Plavání              | Muži 200 m prsa                       |
| Stříbro | Makoto Fukui Hiroši Išii Cujoši Jamanaka Tacuo Fudžimoto                          | Plavání              | Muži štafeta 4 × 200 m volný způsob   |
| Stříbro | Jošinobu Mijake                                                                   | Vzpírání             | Muži do 56 kg                         |
| Stříbro | Masajuki Macubara                                                                 | Zápas                | muži, volný styl do 52 kg             |
| Bronz   | Takaši Ono                                                                        | Sportovní gymnastika | Muži bradla                           |
| Bronz   | Takaši Ono                                                                        | Sportovní gymnastika | Muži kruhy                            |
| Bronz   | Šúdži Curumi                                                                      | Sportovní gymnastika | Muži kůň našíř                        |
| Bronz   | Kijoši Tanabe                                                                     | Box                  | Muži do 51 kg                         |
| Bronz   | Jošihisa Jošikawa                                                                 | Sportovní střelba    | Muži 50 metrů libovolná pistole       |
| Bronz   | Kazuo Tomita Kóiči Hirakida Jošihiko Ósaki Keigo Šimizu                           | Plavání              | Muži štafeta 4 × 100 m polohový závod |
| Bronz   | Satoko Tanakaová                                                                  | Plavání              | Ženy 100 m znak                       |